# Deportationen von Lacapelle-Biron
Die Deportationen von Lacapelle-Biron war eine am 21. Mai 1944 durchgeführte Aktion einer Einheit der 2. SS-Panzer-Division „Das Reich“ in Lacapelle-Biron im südfranzösischen Département Lot-et-Garonne.

## Historischer Hintergrund
Das kleine Dorf Lacapelle-Biron liegt abseits der großen Zentren in einem Tal, das von bewaldeten Hügeln eingerahmt wird. Diese geografische Lage war ideal für verfolgte Juden und Gruppen von Résistancekämpfern, die in den Wäldern ihre Lager aufgeschlagen haben.
Am 1. Mai 1944 defilierten Widerstandskämpfer durch die Straßen von Lacapelle. Die Gestapo, die seit 1943 in dem Gebiet ihr Hauptquartier in Agen eingerichtet hatten, richtete deshalb ihr Augenmerk zusammen mit der Milice française auf die kleine Gemeinde.
Das 2. SS-Panzer-Division „Das Reich“ war zu Beginn des Jahres 1944 von der Ostfront in den Raum um Bordeaux, im April 1944 in den Raum Montauban–Toulouse verlegt. Neben der Auffrischung war es ihre Aufgabe, Einheiten der Résistance zu bekämpfen und geheime Waffenlager auszuspüren. Aber sie führte auch Terrorisierungen der Bevölkerung durch, die in dem Verdacht standen, den Widerstand zu unterstützen.

## Verlauf

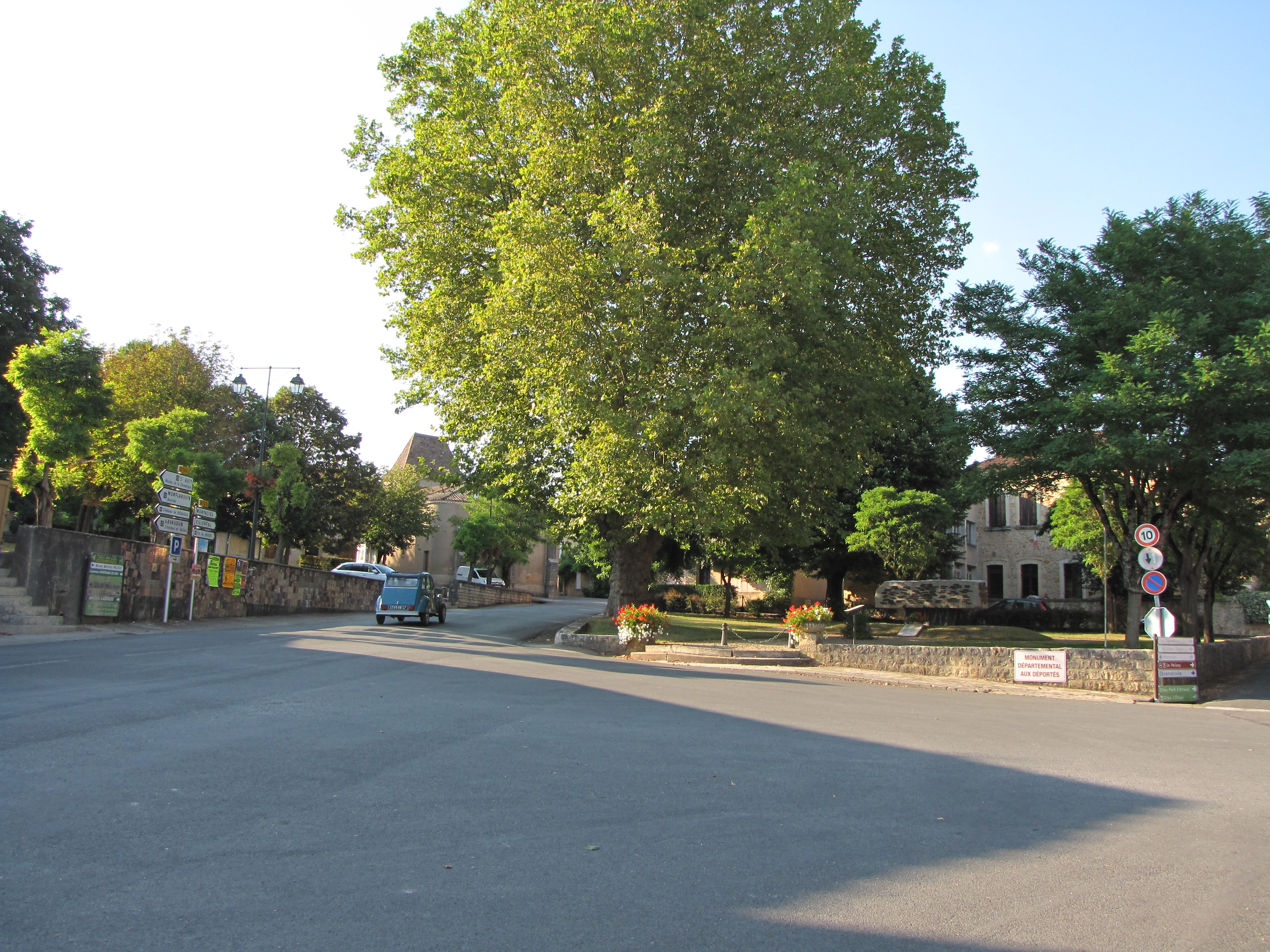
Platz des Denkmals der Deportation in Lacapelle-Biron

Auf Initiative der Gestapo fuhr eine Einheit der Division am 21. Mai 1944 von Gavaudun kommend in das Dorf. Die Soldaten trafen den 71-jährigen Bürgermeister der Gemeinde, M. Larrigue an und ließen seine 75-jährige Gemeindedienerin herbeiholen. Diese wurde grob behandelt und musste in einen Lastwagen einsteigen. Sie wurde an jeder Kreuzung genötigt, eine sofortige Versammlung aller Männer anzukündigen.
Das Dorf wurde abgeriegelt. Auf dem Platz, an dem heute das Denkmal der Deportation steht, rief der Bürgermeister die Namen der Männer auf mit dem Gemeinderegister in seiner Hand. 60 Männer, darunter der Priester, wurden auf einer Wiese unter Bewachung der Soldaten zusammengeführt. Während des Tages wurden Häuser, Hütten und Scheunen durchsucht. Die Soldaten erweiterten ihre Aktion auch auf Nachbardörfer, in denen Personen gefoltert oder erschossen wurden. Am Abend wurden 47 Männer im Alter zwischen 18 und 60 Jahren auf die Lastwagen geführt. Auf dem Weg in die Kaserne in Agen wurden weitere Gefangene aufgenommen. 108 Männer wurden in der Folge in die Konzentrationslager Dachau und Mauthausen verschleppt. Nur 23 Männer konnten nach ihrer Befreiung nach Lacapelle zurückkehren.

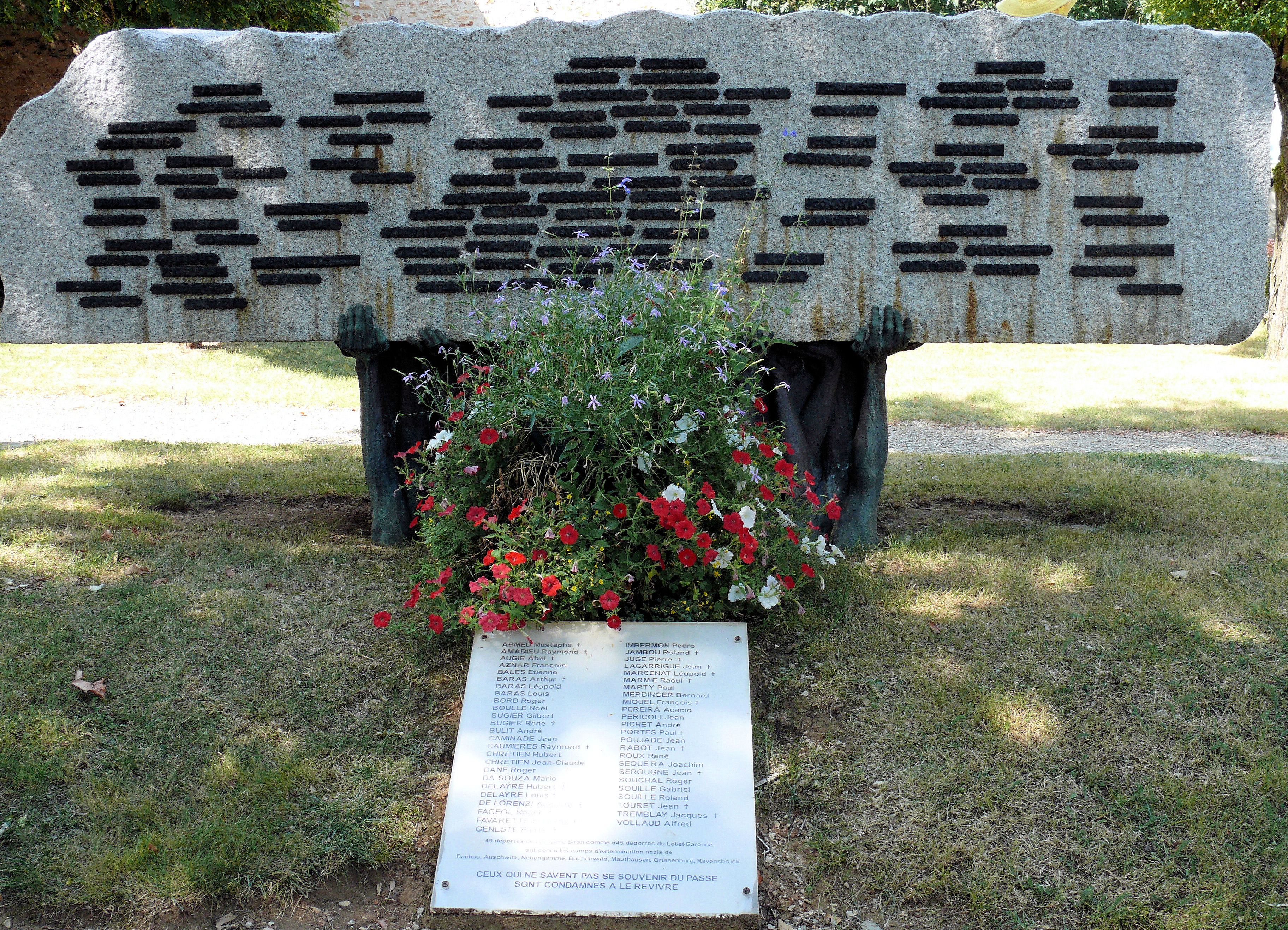
Denkmal der Deportation in Lacapelle-Biron

Die Massenverhaftung in Lacapelle-Biron war die umfangreichste des Départements. Deshalb wurde beschlossen, im Jahre 1947 dort ein Denkmal des belgischen Künstlers Raymond Buisseret zum Gedenken an die Deportation aufzustellen. Es symbolisiert in einer Allegorie das Leid der insgesamt 211 Personen aus dem Département Lot-et-Garonne, die nicht mehr nach Hause zurückkehrten. Eine Vielzahl von Armen, die aus dem Boden hervorkommen, tragen einen Block aus Granit, auf dem die Namen der Verschleppten eingetragen sind.
Der Verein „Mémoire vive“ hat das Ziel, das Andenken an die Deportation zu bewahren.

## Medien zum Ereignis
Anhand der Schilderung eines Augenzeugen haben Jacques Augié und Bernard Sémerjian den Dokumentarfilm „La rafle au cœur“ über das Ereignis produziert.
Der französische Historiker und Schriftsteller Jean-Pierre Koscielniak hat in seinem Buch „21 mai 1944: histoire et mémoire d'une rafle de la division Das Reich“ das Ereignis beschrieben. Er ist Mitbegründer des Vereins „Mémoire de la Résistance en Lot-et-Garonne“ und erforscht seit über 20 Jahren die Zeit der  deutschen Besetzung Frankreichs im Zweiten Weltkrieg und der Befreiung.